# Asian Sevens Series 2017
El Asian Sevens Series de 2017 fue la novena temporada del circuito de selecciones nacionales masculinas asiáticas de rugby 7.

## Calendario
| Torneo                         | Ciudad    | Fecha                               | Campeón       |
| ------------------------------ | --------- | ----------------------------------- | ------------- |
| Seven de Hong Kong 2017 (Asia) | Hong Kong | 1 de septiembre - 2 de septiembre   | Japón         |
| Seven de Incheon 2017          | Incheon   | 22 de septiembre - 23 de septiembre | Corea del Sur |
| Seven de Colombo 2017          | Colombo   | 13 de octubre - 14 de octubre       | Hong Kong     |

## Tabla de posiciones
| Pos | País          | HKG | KOR | SRI | Puntos |
| --- | ------------- | --- | --- | --- | ------ |
| 1   | Japón         | 12  | 10  | 10  | 32     |
| 2   | Hong Kong     | 10  | 8   | 12  | 30     |
| 3   | Corea del Sur | 8   | 12  | 7   | 27     |
| 4   | Sri Lanka     | 5   | 5   | 8   | 18     |
| 5   | China         | 7   | 7   | 2   | 16     |
| 6   | Filipinas     | 4   | 2   | 5   | 11     |
| 7   | Malasia       | 2   | 4   | 4   | 10     |
| 8   | Taiwán        | 1   | 1   | 1   | 3      |

| Bandera de Japón |
| Campeón Japón    |
| 5º título        |